# بخش خدرا
بخش خدرا (به عبری: נפת חדרה)(به عربی: قضاء الخضیرة) یکی از بخش‌های اسرائیل است که در شمال این کشور و استان حیفا واقع است. مرکز این بخش، شهر خدرا است.